# Église d'Herttoniemi
L'église d'Herttoniemi (en finnois : Herttoniemen kirkko) est une église construite dans le quartier d'Herttoniemi à Helsinki en Finlande.

## Description
L'édifice est conçu par Osmo Lappo
Le clocher séparé contient deux cloches.
Le mur de l'autel porte un Crucifix en bois sculpté par Gunnar Uotila.
L'orgue à 25 jeux date de 1962.

## Galerie

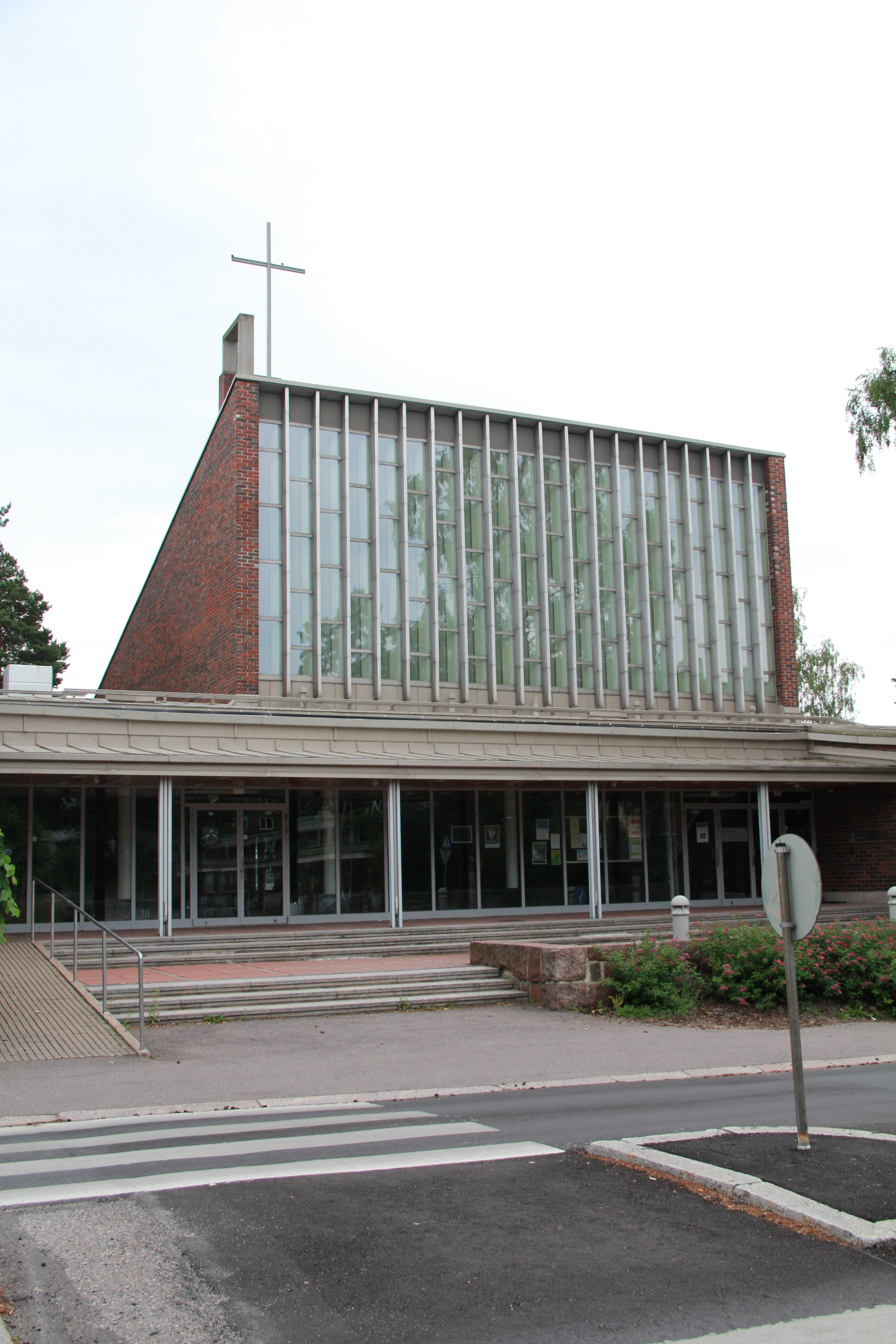
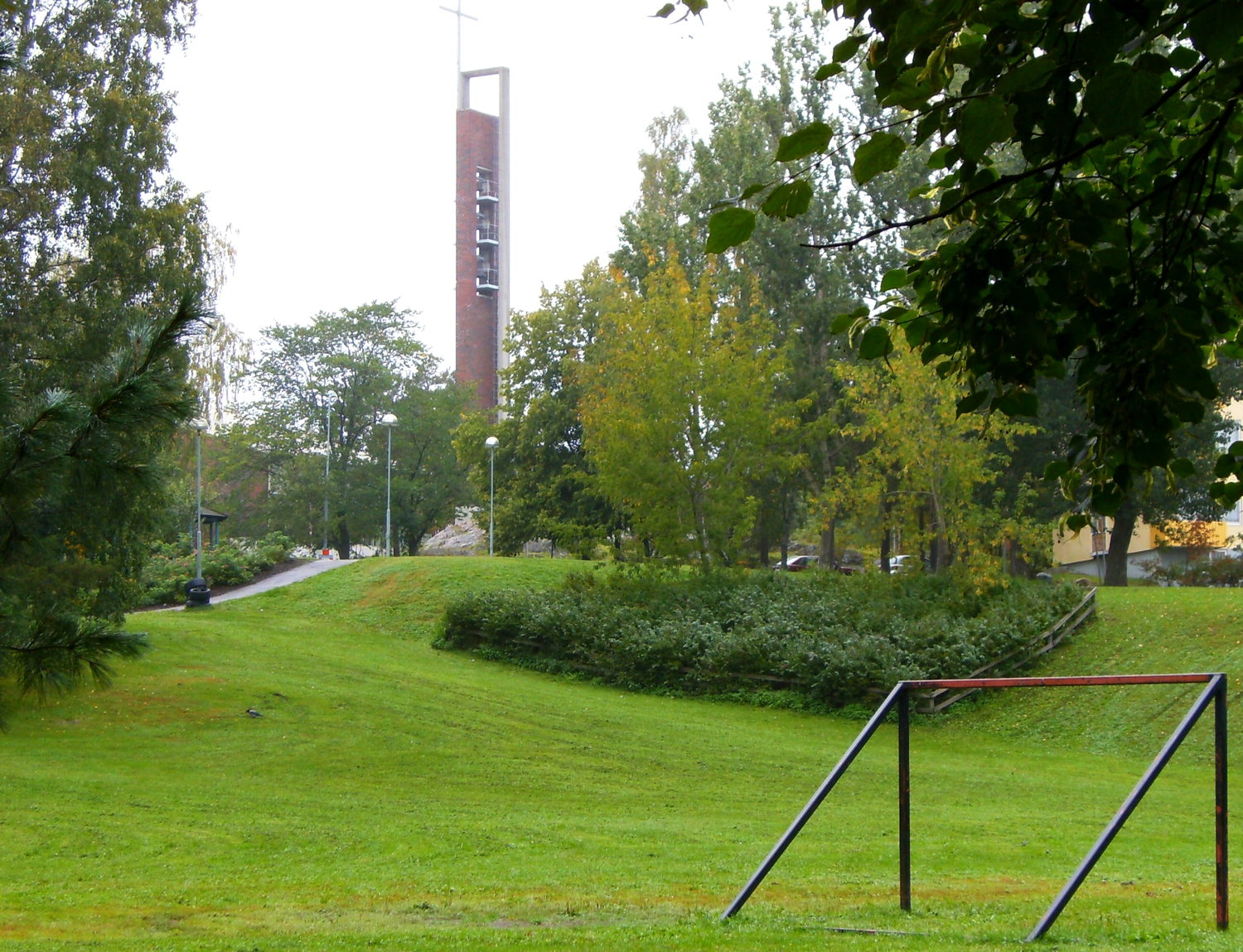
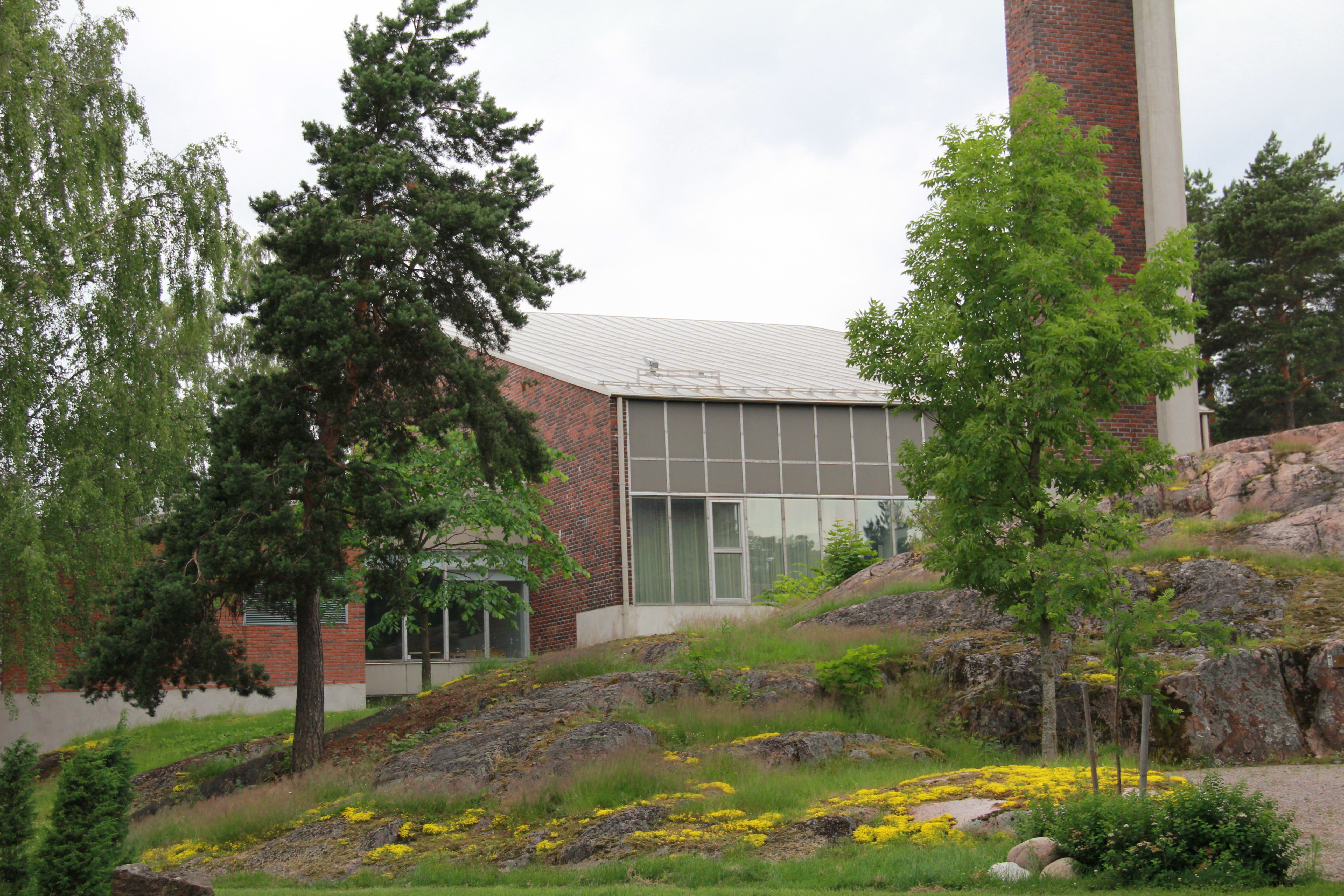
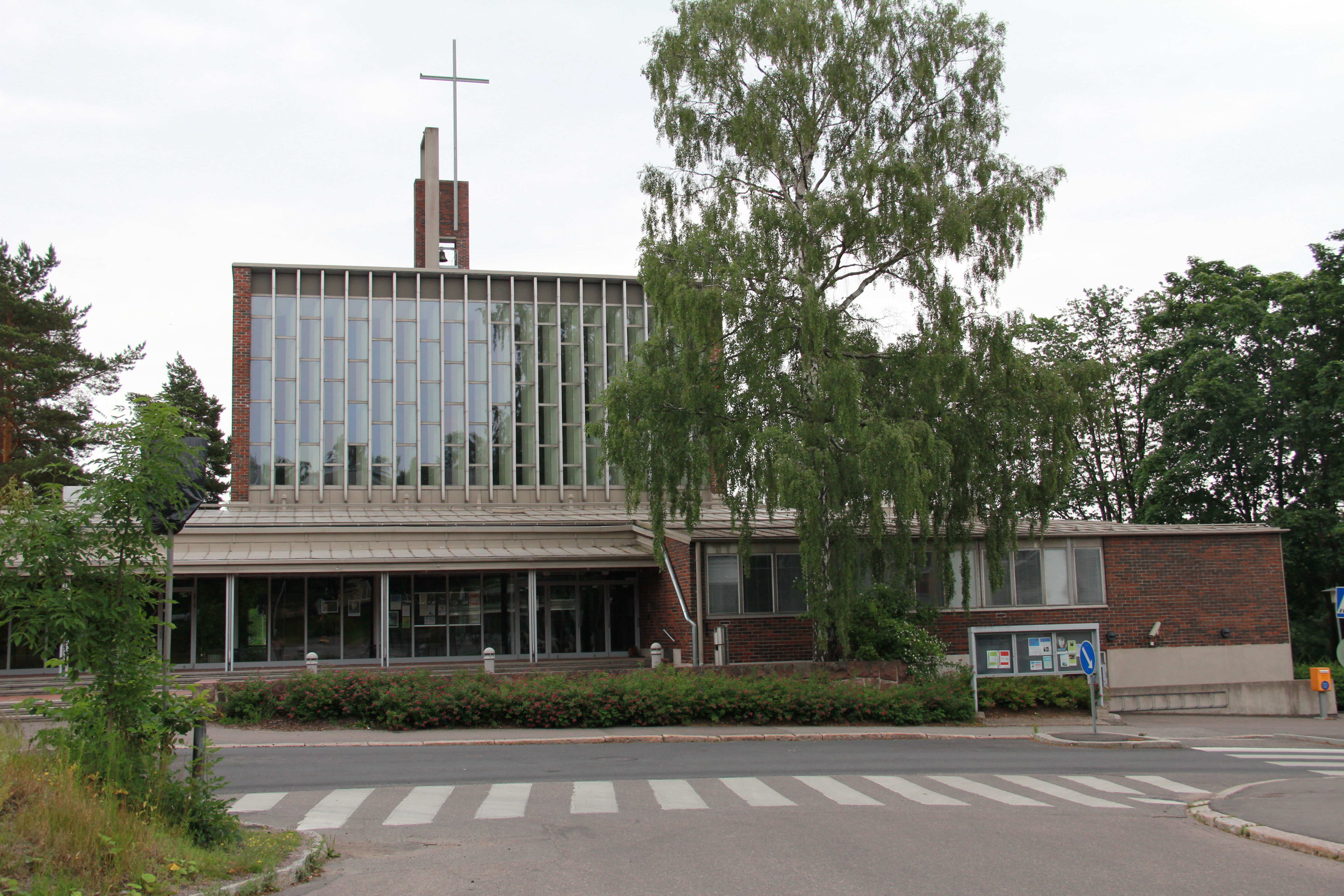